# Suaeda microphylla
Suaeda microphylla är en amarantväxtart som beskrevs av Pall.. Suaeda microphylla ingår i släktet saltörter, och familjen amarantväxter. Utöver nominatformen finns också underarten S. m. multiflora.